# Блокада Босфора
Блокада Босфора — составная часть общей морской блокады турецкого побережья, проводившаяся русским Черноморским флотом во время Первой мировой войны. Блокадные действия осуществляли линейные корабли, крейсера, эскадренные миноносцы и подводные лодки; цель блокады — недопущение прорыва судов снабжения из Чёрного моря в Мраморное и оборона собственных коммуникаций от набегов германо-турецких морских сил.

## Ход блокады
Для блокады Босфора применялись корабельные группы комбинированного состава: в них водили линкоры, крейсера, авиатранспорты и др. Например, 21 апреля 1915 г. линкор "Ростислав" обстрелял район Иниады, и одновременно на Иниаду был совершен налет гидросамолетов.
Начатая в 1915 году, постоянная блокада первоначально осуществлялась новейшими подводными лодками типа «Морж». В 1916 году блокада Босфора была значительно усилена, в том числе посредством постановки у входа в пролив более чем двух тысяч мин заграждения.

Комбинированная блокада Босфора с широким использованием минного оружия, надводных кораблей, подводных лодок и авиации оказалась настолько эффективной, что противник вынужден был отказаться от перевозки угля в Константинополь из района Зонгулдака и в конце 1916 года в целях ликвидации наступившего топливного кризиса, перейти к доставке угля в Константинополь из Германии по железной дороге. На минах, поставленных в районе Босфора, враг потерял до 10 боевых кораблей, 2 крупных транспорта и большое количество мелких судов.
На минах и в результате действий блокадных сил противник у Босфора в 1916 году потерял: канонерскую лодку, подводную лодку, миноносец, несколько тральщиков, 4 транспорта, 6 пароходов.

На допросе А. В. Колчак вспоминал:

...Затем я вернулся обратно в Севастополь и через несколько дней приступил к выполнению уже серьёзного заграждения Босфора минами, по известному, выработанному уже плану, как от выхода надводных судов, так и подводных лодок...
Я выходил на корабле в это время сам, и Босфор мы заградили настолько прочно, что в конце концов, установивши ещё необходимый контроль из постоянного дежурства и наблюдения миноносца, для того, чтобы эти мины не были уничтожены и вытралены, и для того, чтобы, в случае надобности, укрепить снова эти заграждения, мы, в конце концов, совершенно обеспечили своё море от появления неприятельских военных судов.
Весь транспорт на Чёрном море совершался так, как и в мирное время.
Минные заграждения, дозорная служба, надлежащим образом организованная и надлежащим образом развитая, радио — связь дали возможность обеспечить нам черноморский бассейн совершенно безопасный от всяких покушений со стороны неприятеля и обеспечить совершенно безопасный транспорт для армии.
...Таким образом, в Чёрном море наступило совершенно спокойное положение, которое дало возможность употребить все силы на подготовку большой босфорской операции.
По мнению контр-адмирала А.Д. Бубнова, активная и грамотная деятельность А.В. Колчака по минированию выхода из Босфора и порта Варна, привела к установлению полного господства Черноморского флота и «ни одно неприятельское судно» вплоть до лета 1917 года не появлялось в акватории Чёрного моря.